# Nicole Welling
Nicole Welling (1990) es una deportista estadounidense que compitió en triatlón. Ganó una medalla de plata en el Campeonato Panamericano de Triatlón de 2015 en la prueba de relevo mixto.

## Palmarés internacional
| Campeonato Panamericano | Campeonato Panamericano   | Campeonato Panamericano | Campeonato Panamericano |
| Año                     | Lugar                     | Medalla                 | Prueba                  |
| ----------------------- | ------------------------- | ----------------------- | ----------------------- |
| 2015                    | Sarasota (Estados Unidos) | Medalla de plata        | Relevo mixto            |